# Joachim Nikolaus Stolterfoht
Joachim Nikolaus Stolterfoht (* 17. Februar 1756 in Lübeck; † 14. März 1823 ebenda) war ein Lübecker Kaufmann und Politiker.

## Leben

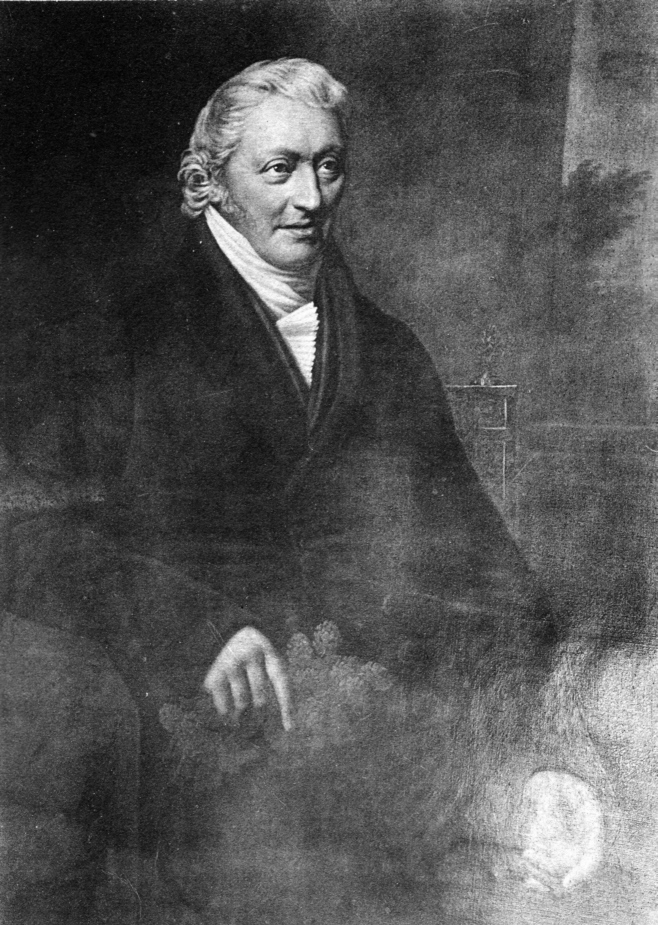
Joachim Nikolaus Stolterfoht

Joachim Nikolaus Stolterfoht war der Sohn des Gewandschneiders und selbständigen Kaufmanns Jochim Nicolas Stolterfoht (* 6. Januar 1723; † 21. Juni 1787). Er trat in die väterliche Firma ein und führte sie als Tuchgroßhandlung nach dem Tod des Vaters erfolgreich weiter. 1802 gehörte Stolterfoht zu den Gründern des Seebads Travemünde, das am 1. Juli jenes Jahres eröffnet wurde und damit eines der ersten deutschen Seebäder war.
Nach der Eingliederung der seit 1806 französisch besetzten Stadt Lübeck in das Kaiserreich Frankreich am 1. Januar 1811 wurde Joachim Nikolaus Stolterfoht als angesehener und einflussreicher Geschäftsmann am 13. Februar in den provisorischen Munizipalrat berufen. In seiner Funktion als Ratsmitglied gehörte er zusammen mit Peter Hinrich Tesdorpf und Johann Friedrich Hach der dreiköpfigen Abordnung an, die nach Paris entsandt wurde, um dort bei der Taufe von Napoléons Sohn am 9. Juni anwesend zu sein.
Stolterfoht wurde am 11. Juli 1811 durch kaiserliche Ernennung Angehöriger des endgültigen Munizipalrats; doch schon im August begann der Unterpräfekt des Arrondissements Lübeck, Verdächtigungen gegen ihn zu äußern. So wurde Stolterfoht beschuldigt, mit Großbritannien zu sympathisieren und insgeheim ein Feind Frankreichs zu sein. Am 25. Juli 1813 wurde er zusammen mit 33 weiteren Bürgern Lübecks von der französischen Besatzungsmacht als Geisel nach Hamburg verschleppt und zu einer Zahlung von 83.000 Francs als Strafe für nicht näher definierte Verfehlungen gezwungen.
Nach seiner Rückkehr in das befreite Lübeck nahm Stolterfoht seine Geschäfte wieder auf und führte sie bis zu seinem Tod 1823, ohne in dieser Zeit erneut öffentliche Ämter zu bekleiden.

## Ehen und Nachkommen
Joachim Nikolaus Stolterfoht hatte am 29. November 1781 Katharina Euphrosine Benser († Februar 1792) geheiratet. Aus der Ehe gingen bis zu ihrem Tod sieben Kinder hervor. 1793 heiratete Stolterfoht erneut. Der Verbindung mit Christine Charlotte Krücke (* 2. April 1770; † 8. März 1814) entstammten zehn weitere Kinder, darunter der Lauenburgische Landschaftsrat Carl Stolterfoht (1807–1879) auf Kastorf. Zu seinen Urenkeln zählten Hermann Gustav Stolterfoht sowie Karl Eschenburg (1877–1943) und Hermann Eschenburg (1872–1954).

## Weblink
- Joachim Nikolaus Stolterfoht

| Personendaten    | Personendaten                   |
| ---------------- | ------------------------------- |
| NAME             | Stolterfoht, Joachim Nikolaus   |
| KURZBESCHREIBUNG | Lübecker Kaufmann und Politiker |
| GEBURTSDATUM     | 17. Februar 1756                |
| GEBURTSORT       | Lübeck                          |
| STERBEDATUM      | 14. März 1823                   |
| STERBEORT        | Lübeck                          |